# Jacques Saoutchik
Jacques Saoutchik (né Iacov Savtchuk, avant francisation de son nom ; 1880-1957) est un carrossier designer ébéniste automobile français de renom, d'origine biélorusse, en activité de 1900 à 1955 à Neuilly-sur-Seine.

## Biographie
Iakov Savtchuk naît en 1880 à Minsk en Biélorussie dans une famille juive ukrainienne de l'Empire russe, où il suit une formation d'ébéniste. Sa famille émigre à Paris en 1899 pour fuir le régime répressif antisémite du Tsar Nicolas II de Russie (pogroms antisémites en Russie). Il débute comme associé dans une entreprise d'ébénisterie, puis se marie, avant de créer rapidement sa propre entreprise de carrosserie au 46 rue Jacques-Dulud à Neuilly-sur-Seine en 1906,, sous son nom francisé de Jacques Saoutchik.
Durant ses premières années d'activité, il aurait travaillé avec l’agent général de Daimler-Motoren-Gesellschaft (ancêtre de Mercedes-Benz) Charley Lehman, associé aux hommes d'affaires Léon Desjoyeaux et Emil Jellinek, pour la réalisation de carrosseries de Mercedes marquées comme « C.L. Charley, 70 Champs Elysées, Sole Agent »,,.
La première carrosserie construite par la nouvelle entreprise est réalisée sur un châssis Isotta Fraschini, ce qui représente une prouesse. D'autres modifications sont réalisées sur la base de châssis torpédo. Surnommé le « Viollet-le-Duc » de l'automobile, il est très attiré par le travail des formes et exprime sa vision magique en n'hésitant pas à embellir avec du chrome ou même du plaqué or ses créations pour en souligner les lignes dominantes de la carrosserie,.
Il se spécialise rapidement avec succès à Paris, puis avec une notoriété internationale, dans les créations et réalisations de carrosserie et intérieur sur mesure d'automobile de luxe en plein essor, avec le travail du bois, de l'acier, et de matériaux précieux, pour les clients les plus prestigieux et richissimes du monde, dont :
- le roi Haakon VII de Norvège ;
- 1926 : le Prince Prajadhipok puis Roi Rama VII de Siam pour une Hotchkiss AM2[8] ;
- 1929 : l'empereur Haïlé Sélassié Ier d'Éthiopie pour une Delage GL (de)[9] ;
- 1939 : le Chah Mohammad Reza Pahlavi d'Iran pour une Bugatti Type 57C cabriolet 2 places (en duo avec la carrosserie Vanvooren)[10] ;
- 1948 : Son Excellence Salah Bey Orabi et à la Princesse Nevine Abbas Halim (en) d’Égypte pour une Talbot-Lago Type T26 Record, carrossée en cabriolet[11] ;
- 1950 : le Bey de Tunis pour une Talbot-Lago T26 Limousine longue[Notes 2] ;
- 1950 : le Président de la République française Vincent Auriol pour une Talbot-Lago Record décapotable longue[Notes 3] ;
- 1951 : le Roi Ibn Saud d'Arabie saoudite pour une Talbot-Lago T26 Record longue[Notes 4] ;
- 1951 : le Roi Ahmed ben Yahya du Yémen pour une Talbot-Lago T26 Record longue[Notes 5] ;
- 1951 : l'évêque brésilien Carlos Gouveia (pt) pour une Talbot-Lago T26 Grand Sport[Notes 6] ;
- 1953 : le Roi Ibn Saud d'Arabie saoudite pour une Cadillac Convertible[Notes 7].

Pour des bases de chassis-moteurs parmi les marques les plus prestigieuses de l'époque, dont Isotta Fraschini, Avions Voisin, Delage, Delahaye, Talbot-Lago, Bugatti, Bucciali, Hispano-Suiza, Mercedes-Benz, Jaguar, Rolls-Royce…
Sa production, marquée par un design aérodynamique d’inspiration Art déco, par un haut niveau de qualité et de finitions, et par des technologies innovantes (design avant-gardiste, portes à effacement, toit escamotable…) connaît son apogée au milieu des années 1930. Il réalise entre autres en 1932 sa voiture à moteur d'avion berline surbaissée Bucciali TAV 8-32 « Flêche d'or » à moteur V12 Avions Voisin, ainsi que son Hispano-Suiza H6C Xenia de 1937. Il invente entre autres les portières à ouverture parallèle en 1939. Ses modèles les plus exubérants lui valent un vif succès et une importante notoriété dans les concours d'élégance automobiles alors très en vogue de l'époque.
Après la Seconde Guerre mondiale, Saoutchik reprend la fabrication de carrosseries baroques extravagantes de grand luxe, notamment avec sa Delahaye Type 175 Saoutchik. Il conçoit en 1950 la voiture présidentielle Talbot-Lago Record décapotable du président de la République française Vincent Auriol, et remporte le grand prix du salon de l'automobile de Paris avec la présentation de la Talbot-Lago Record. En 1952 son fils héritier Pierre Saoutchik lui succède. Jacques Saoutchik meurt en 1957 à l'âge de 76 ans. Il est inhumé au cimetière nouveau de Neuilly-sur-Seine.
Ses ateliers font faillite et ferment en 1956, à la suite de la ruine nationale et de l'effondrement du marché du luxe d'Après-guerre. 
Symboles d'une époque, avec pour principaux concurrents Figoni & Falaschi, Henri Chapron, Jean Henri-Labourdette…, les automobiles de collection Saoutchik sont, en 2014, très recherchées par les collectionneurs les plus élitistes et richissimes, à des cotes de records mondiaux de prix de vente.

## Réalisations
(Sauf mentions contraires, les informations présentes sont issues de l'extrait de l'ouvrage « Jacques Saoutchik : Maître Carrossier »).
- 1908 : Mercedes Double phaéton[20] ;
- 1922 : Delage spéciale Town car (pour l'actrice canadienne Mary Pickford)[Notes 8] ;
- 1923 : Delage, cabriolet limousine à 4 glaces[21] ;
- 1923 : Hispano-Suiza H6 « La transformable », conduite intérieure à 6 glaces[21] ;
- 1925 : Talbot T105 Cabriolet, châssis no 49227[22] ;
- 1925 : Delage Torpedo 30 CV[Notes 9] ;
- 1926 : Sizaire-Berwick[Notes 10] ;
- 1926 : Hotchkiss AM2, pour le Prince Prajadhipok puis Roi Rama VII de Thaïlande[8] ;
- 1926 : Mercedes-Benz K Torpédo cabriolet ;
- 1927 : Packard Single Six, cabriolet sport à capote invisible[23] ;
- 1928 : Mercedes-Benz S Torpédo 6,8 litres (Salon de l'automobile de New York 1929, Best of show au Pebble Beach Concours d'Elegance 2012[24], vendue à Monterey (Californie) 6,3 M€ en août 2013) ;
- 1928 : Mercedes-Benz S 6,8 litres Roadster (châssis no 35968)[25] et SS 7,1 litres ;
- 1928 : Minerva Brevette Torpédo ;
- 1929 : Bucciali TAV 8 Roadster ;
- 1929 - 1930 : Delage GL (de), créée par le designer et chef d’atelier : Marcel Burgunder[9] ;
- 1929 : Talbot 11/6 (M67) (it), n° de série 72.027[26] ;
- 1930 : Delage D8 transformable 6 vitres, pour l'empereur d'Éthiopien Haïlé Sélassié Ier[Notes 11] ;
- 1930 : Rolls-Royce Phantom II Cabriolet de ville ;
- 1931 : Bucciali TAV 8-32 Berline surbaissée « Flêche d'or », à moteur V12 Avions Voisin (voiture à moteur d'avion) ;
- 1931 : Hispano-Suiza H6C coupé-chauffeur, châssis no 12419 pour Lily Chipot, puis au petit-fils de l'aviateur français Louis Blériot[27] ;
- 1931 : Mercedes-Benz 710 SS cabriolet 4 places (pour un client américain Ivan Maxudian) ;
- 1932 : Bugatti Type 50 Coupé (châssis no 50146) ;
- 1932 : Cadillac V-16 Cabriolet[Notes 12] ;
- 1932 : Cord L-29, plans de modifications (châssis no 2928241)[Notes 13],[28] ;
- 1932 : Hispano-Suiza H6B Town car ;
- 1932 : Hispano-Suiza HS26 (it) Junior (Ballot) et faux cabriolet[Notes 14] ;
- 1932 : Minerva AL 40 CV, à conduite intérieure transformable[Notes 15] ;
- 1933 : Rolls-Royce Phantom II Continental cabriolet à conduite intérieure transformable[29] ;
- 1934 : Chenard et Walcker Aigle 8 cabriolet ;
- 1934 : Georges Irat, brochure[Notes 16] ;
- 1934 : Hispano-Suiza J12 Type 68 et K6 Torpédo Aérodynamique[Notes 17] ;
- 1935 : Hispano-Suiza J12 Torpédo Cabriolet, K6 Croisière et K6 SWB, Monaco[30] ;
- 1936 : Bugatti Type 57 cabriolet (châssis no 57417 et no 57808) ;
- 1936 : Hispano-Suiza J12, brochure[Notes 18] ;
- 1936 : Jaguar SS100 coupé 2,5 litres ;
- 1936 : Renault Nervastella[Notes 19] ;
- 1937 : Delage D8-120S, à conduite intérieure et D8-100 (de) Coupé Limousine[Notes 20] ;
- 1937 : Hispano-Suiza J12 Coach 4 places[Notes 21] et H6C Xenia ;
- 1938 : Hispano-Suiza Xenia II, dessinée par Jean Andréau et livrée à André Dubonnet[31],[32] ;
- 1938 : Jaguar SS100 3,5 litres Coupé ;
- 1939 : Bugatti Type 57C (no 57808) (avec Van Vooren) cabriolet 2 places, pour le Chah d'Iran[10] ;
- 1939 : Delage D8-120S 27 CV cabriolet 4 places ;
- 1946 : Delahaye 135 Convertible, châssis no 800315[Notes 22] ;
- 1947 : Rolls-Royce Silver Wraith Sedanca coupé ;
- 1947 : Talbot-Lago T26 (it) Record Coupé[Notes 23] ;
- 1948 : Cadillac Série 62 2e génération cabriolet ;
- 1948 : Bentley Mark VI Roadster 4 places ;
- 1948 : Delahaye 180 Conduite Intérieure Limousine, Design 2121[Notes 24] ;
- 1948 : Talbot-Lago T26 Record Cabriolet, châssis no 100272 pour Son Excellence Salah Bey Orabi et à la Princesse Nevine Abbas Halim d’Égypte[11],[Notes 25] ;
- 1948 : Talbot-Lago T26 Record Fastback Coupé (châssis no 100239), carrossée par son fils, Pierre Saoutchik[11],[33] ;
- 1948 : Talbot-Lago T26 Grand Sport Designs[Notes 26] ;
- 1948 : Talbot-Lago T26 Grand Sport Convertible (Publicité)[Notes 27] ;
- 1949 : Cadillac Coupé de Ville designs[Notes 28] ;
- 1949 : Delahaye 135 Convertible, présentée au salon de Paris la même année[34],[Notes 29] ;
- 1949 : Delahaye 175 Coupé de Ville, châssis no 815044[Notes 30] ;
- 1949 : Delahaye 175 Convertible, châssis no 815023[Notes 31] ;
- 1949 : Delahaye 175 S roadster 6 cylindres, 4,4 litres, 165 CV (pour Sir John Paul) ;
- 1949 : Delahaye 178 Convertible, design 2525, châssis no 820031[Notes 32] ;
- 1949 : Talbot-Lago T26GS (Grand Sport) SWB, châssis no 110109[35] ;
- 1949 : Talbot-Lago T26GS Convertible, châssis no 110110[Notes 33] ;
- 1949 : Talbot-Lago T26 Record Convertible, design 2811 pour Ben Abdellah[Notes 34] ;
- 1950 : Delahaye 135 Cabriolet pour Goujat Navarro[Notes 35] ;
- 1950 : Delahaye 135 MS ;
- 1950 : Delahaye 148L (it) Coupé, châssis no 801566[Notes 36] ;
- 1950 : Talbot-Lago T15 Baby pour E. Migliaccio, résident à Alger[36],[Notes 37] ;
- 1950 : Talbot-Lago T15 Baby (Publicité)[Notes 38] ;
- 1950 : Talbot T26 Record LWB Convertible pour E. Migliaccio[Notes 39] ;
- 1950 : Talbot-Lago T26 Record Coupé[Notes 40] ;
- 1950 : Talbot-Lago T26 Record Coupé de Ville, châssis no 100238[Notes 41] ;
- 1950 : Voiture présidentielle Talbot-Lago Record décapotable longue du Président de la République française Vincent Auriol, châssis no 101501[Notes 3] ;
- 1950 : Talbot-Lago T26 Limousine longue pour le Bey de Tunis, design 2699[Notes 2] ;
- 1950 : Mathis 666 Convertible, design 2542[Notes 42] ;
- 1950 : Salmson S-4 E Convertible[Notes 43] ;
- 1951 : Delahaye 235 cabriolet ;
- 1951 : Delahaye 235 Roadster, châssis no 818005[Notes 44] ;
- 1951 : Salmson G72 Coupé, châssis no 72437 pour André Trigano[37],[28] ;
- 1951 : Talbot-Lago T15 Baby pour Charrière[Notes 45] ;
- 1951 : Talbot-Lago T26 Grand Sport, châssis no 110156[Notes 46] ;
- 1951 : Talbot-Lago T26 Grand Sport pour Carlos Gouveia (pt)[Notes 6] ;
- 1951 : Talbot-Lago T26 Record Long pour le Roi Ahmed ben Yahya du Yémen[Notes 5] ;
- 1951 : Talbot-Lago T26 Record Long pour le Roi Ibn Saud d'Arabie saoudite[Notes 4] ;
- 1952 : Delahaye 235 Conduite Intérieure, châssis no 818039[Notes 47] ;
- 1952 : Delahaye 235 Fastback Coupé[Notes 48] ;
- 1952 : Pegaso z-102B Prototype et 1953 séries I[Notes 49] ;
- 1953 : Cadillac Convertible pour le Roi Ibn Saud d'Arabie saoudite[Notes 7] ;
- 1953 : Cadillac deux portes convertible[Notes 50] ;
- 1953 : Packard 2631 cabriolet ;
- 1953 : Pegaso z-102B séries II[Notes 51] ;
- 1954 : Pegaso II cabriolet ;
- 1954 : Pegaso z-102B quatre portes (Prototype)[Notes 52] ;
- 1954 : Pegaso z-102B séries III[Notes 53] ;
- 1955 : Pegaso z-102 Berlinette.

## Galerie

Réalisations de 1907 à 1929.
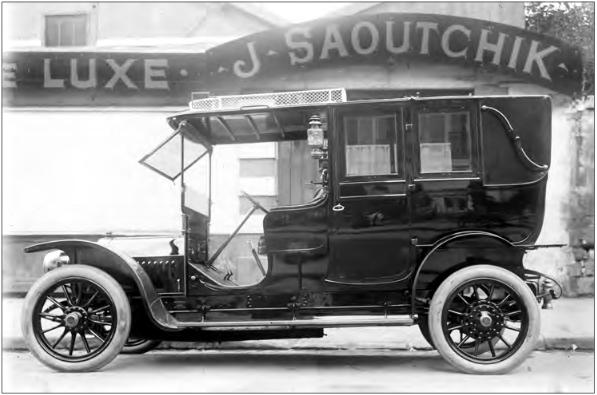
Berliet 22 cv Saoutchik de 1907, devant l'atelier de Neuilly-sur-Seine.
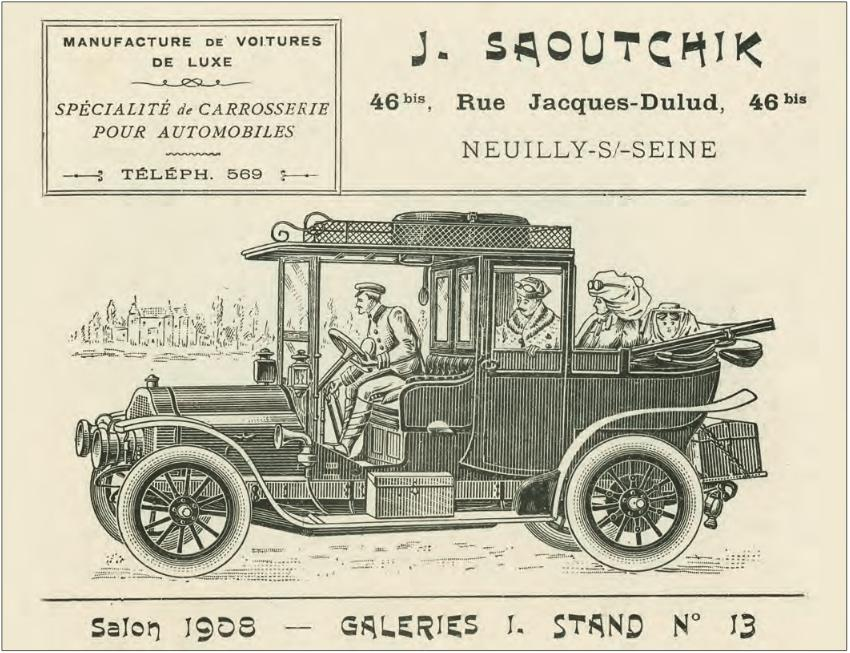
Affiche publicitaire 1908.
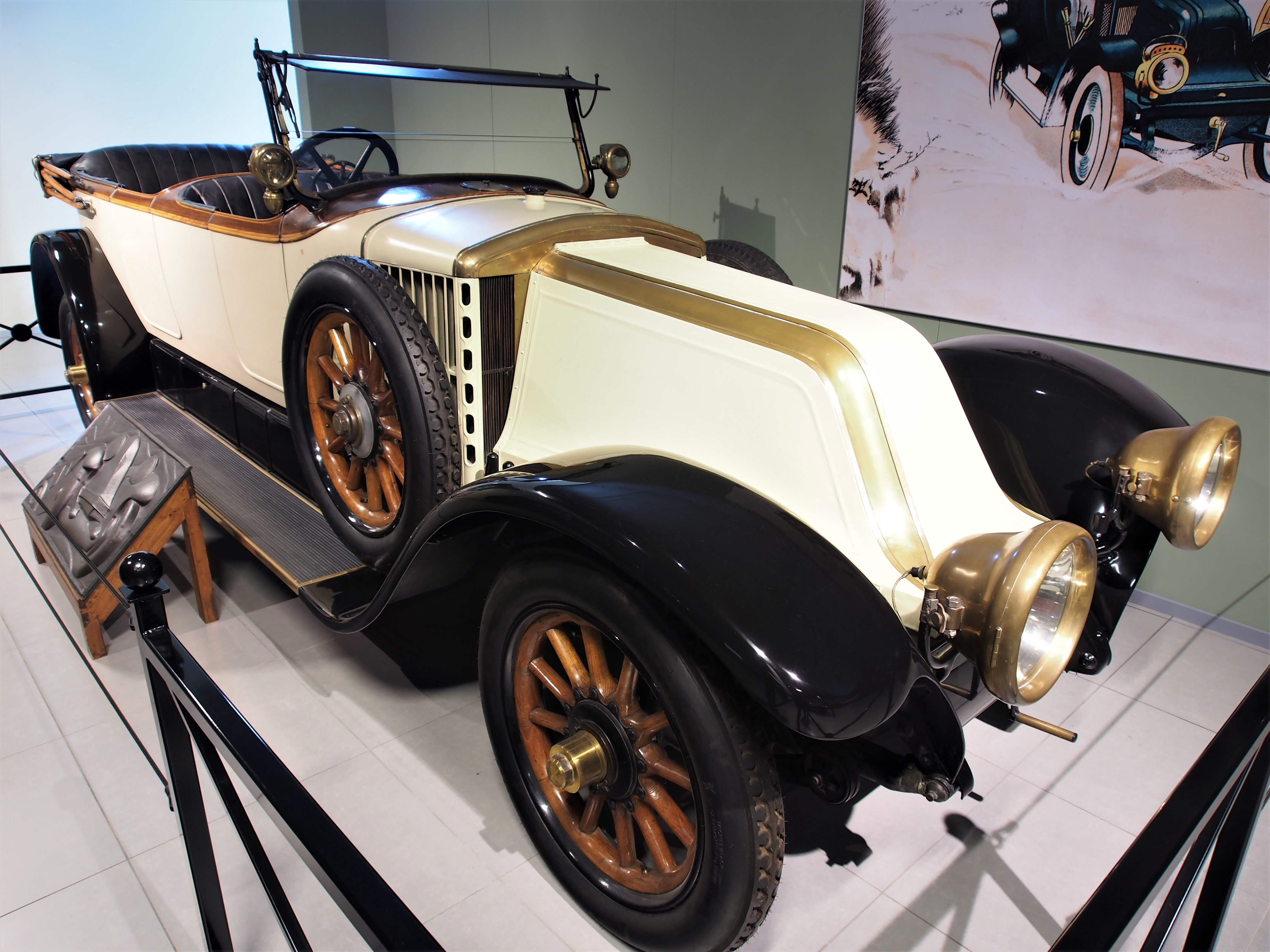
Renault 40CV JP 1922.
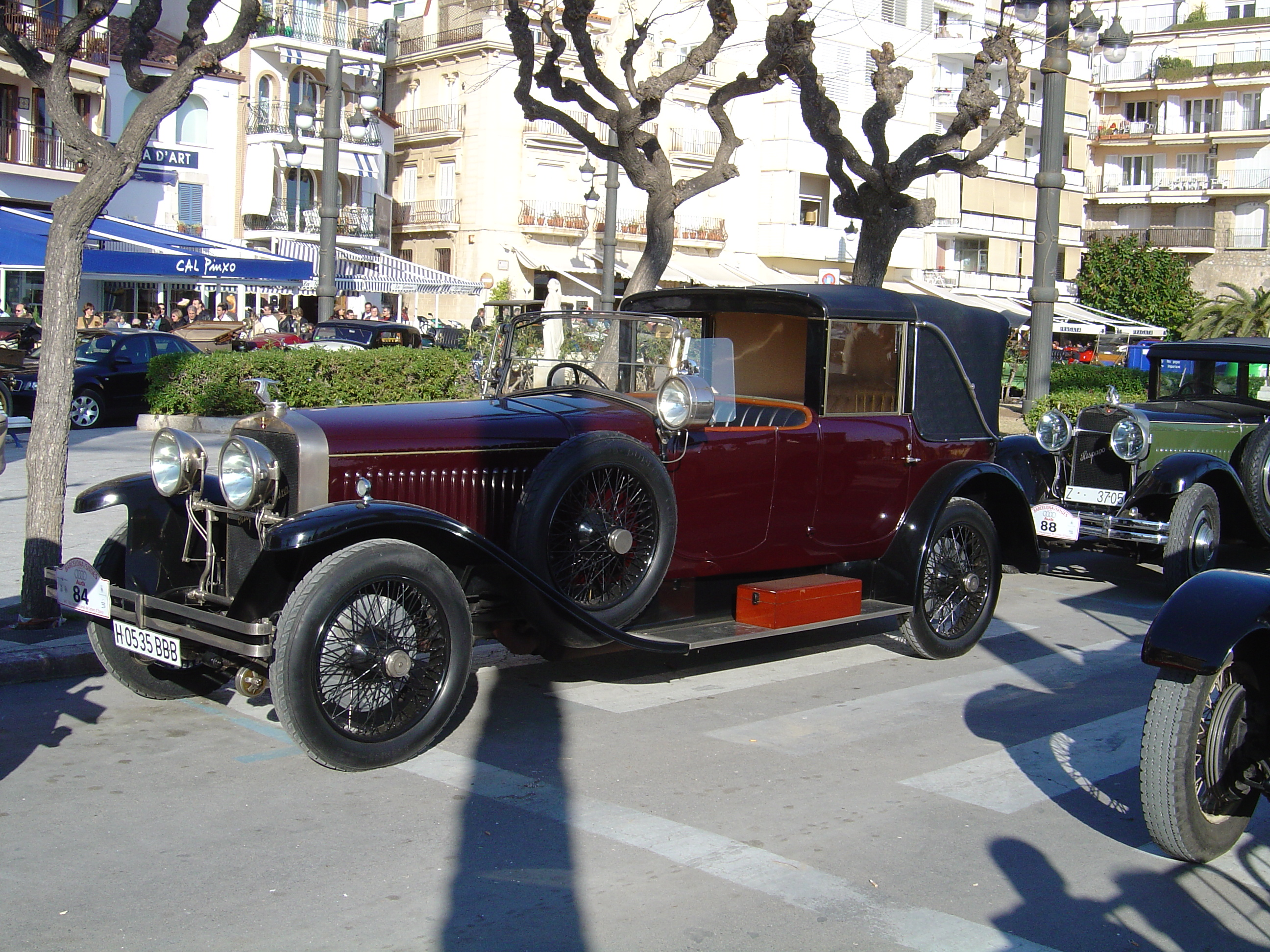
Hispano-Suiza H6 Coupé de Ville 1925.
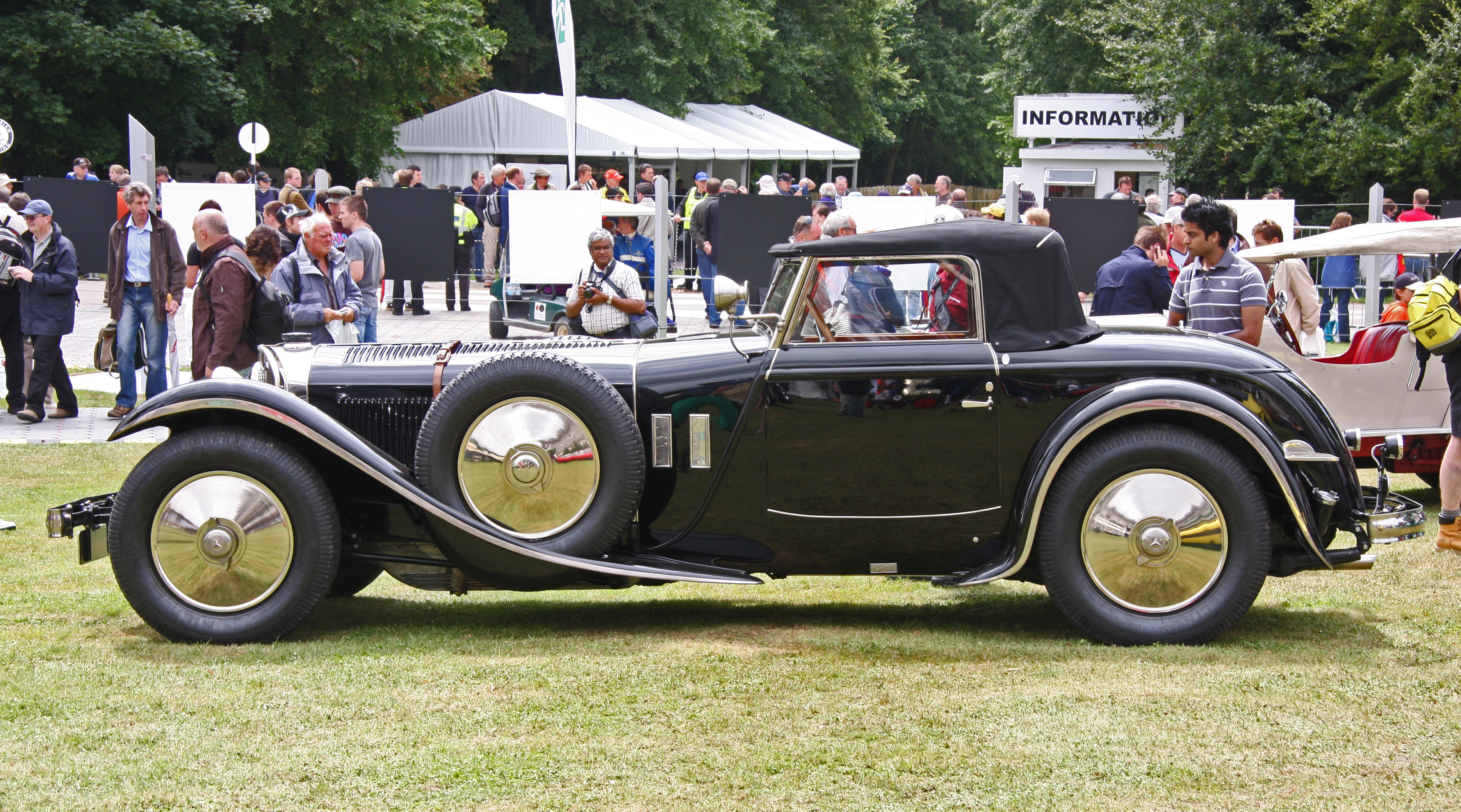
Mercedes-Benz 680S Roadster 1927.

Réalisations de 1930 à 1939.
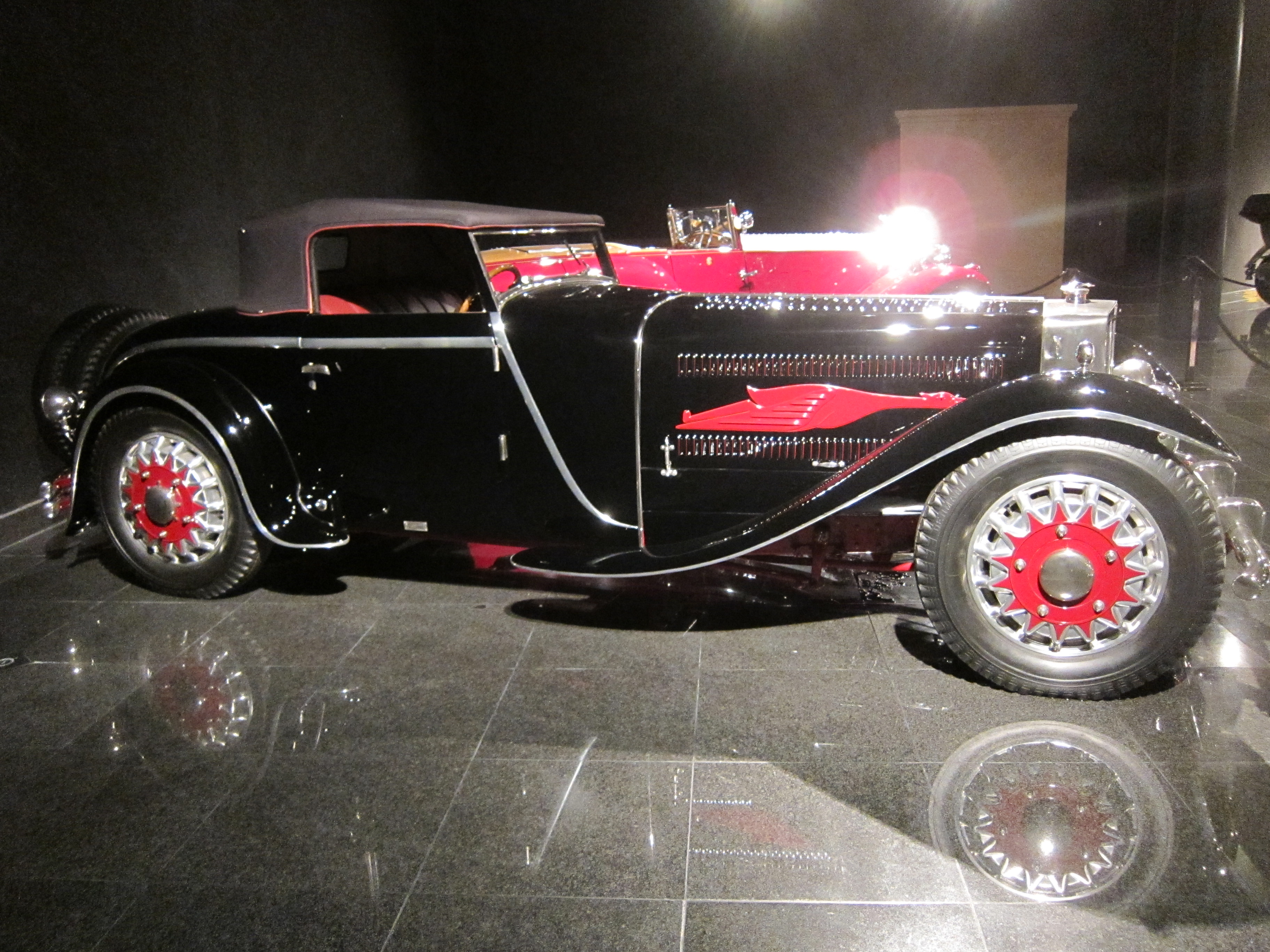
Bucciali TAV 8 1930.
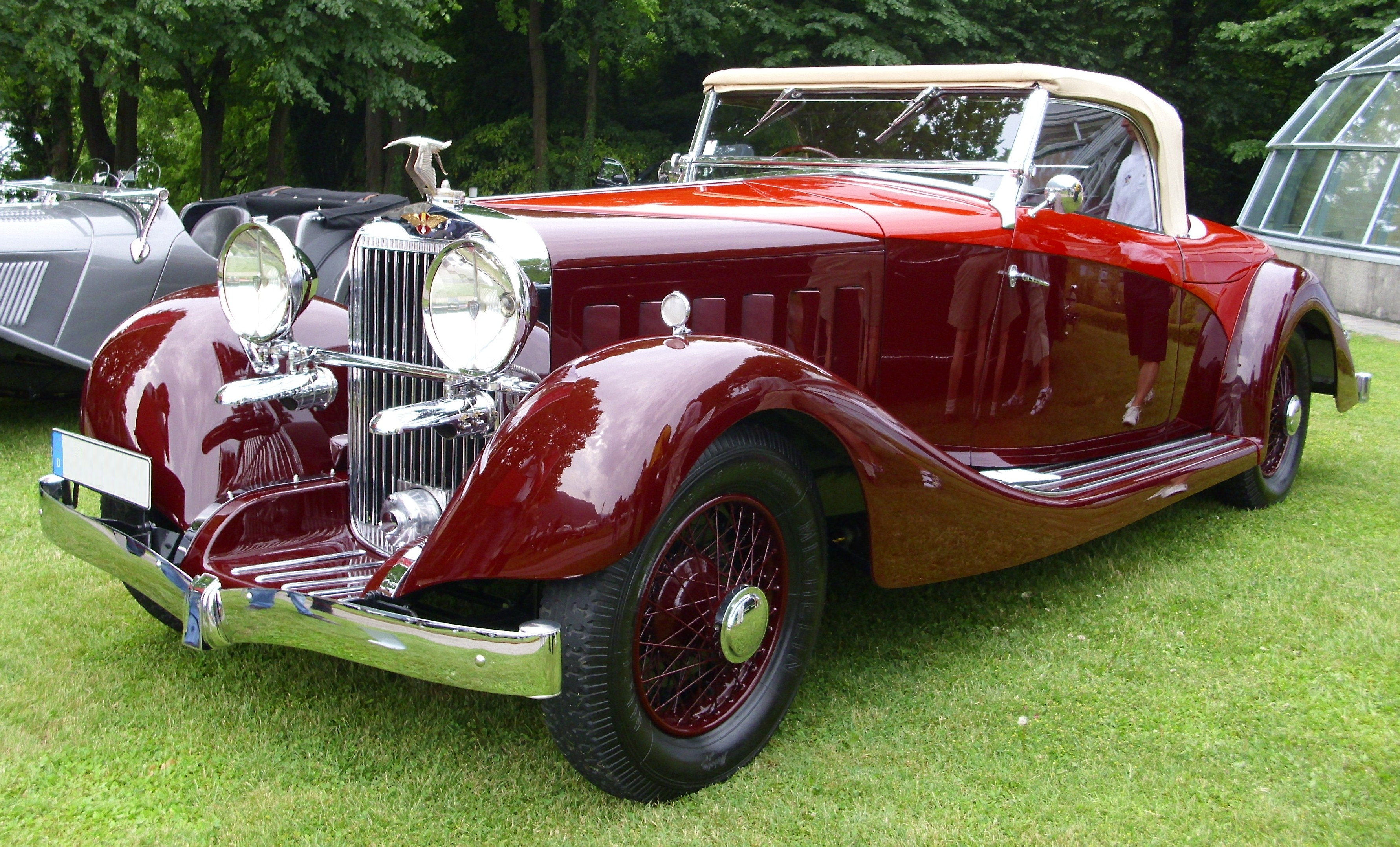
Hispano-Suiza K6 Roadster 1936.
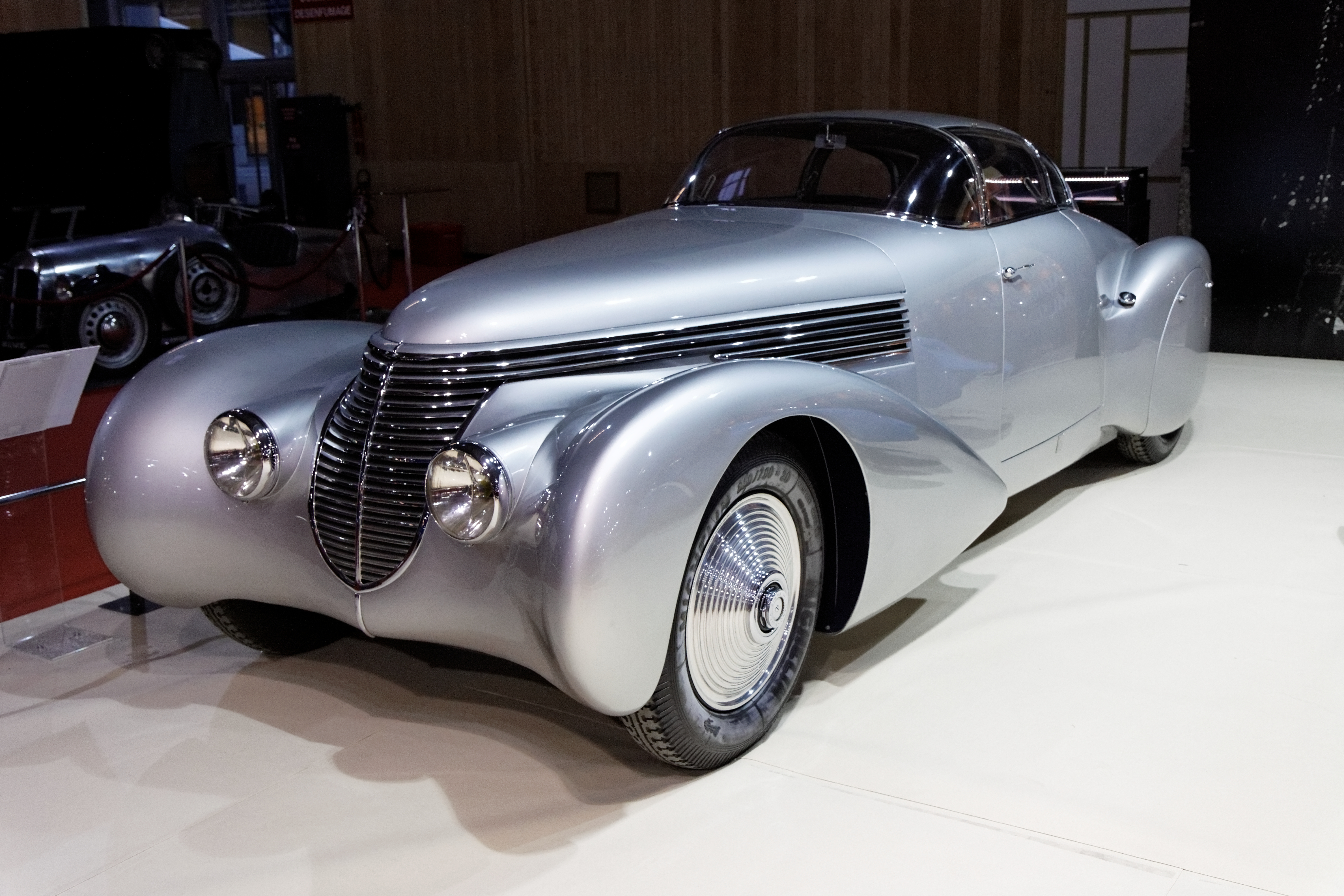
Hispano-Suiza H6C Xenia Dubonnet 1937 (Collection Peter Mullin).
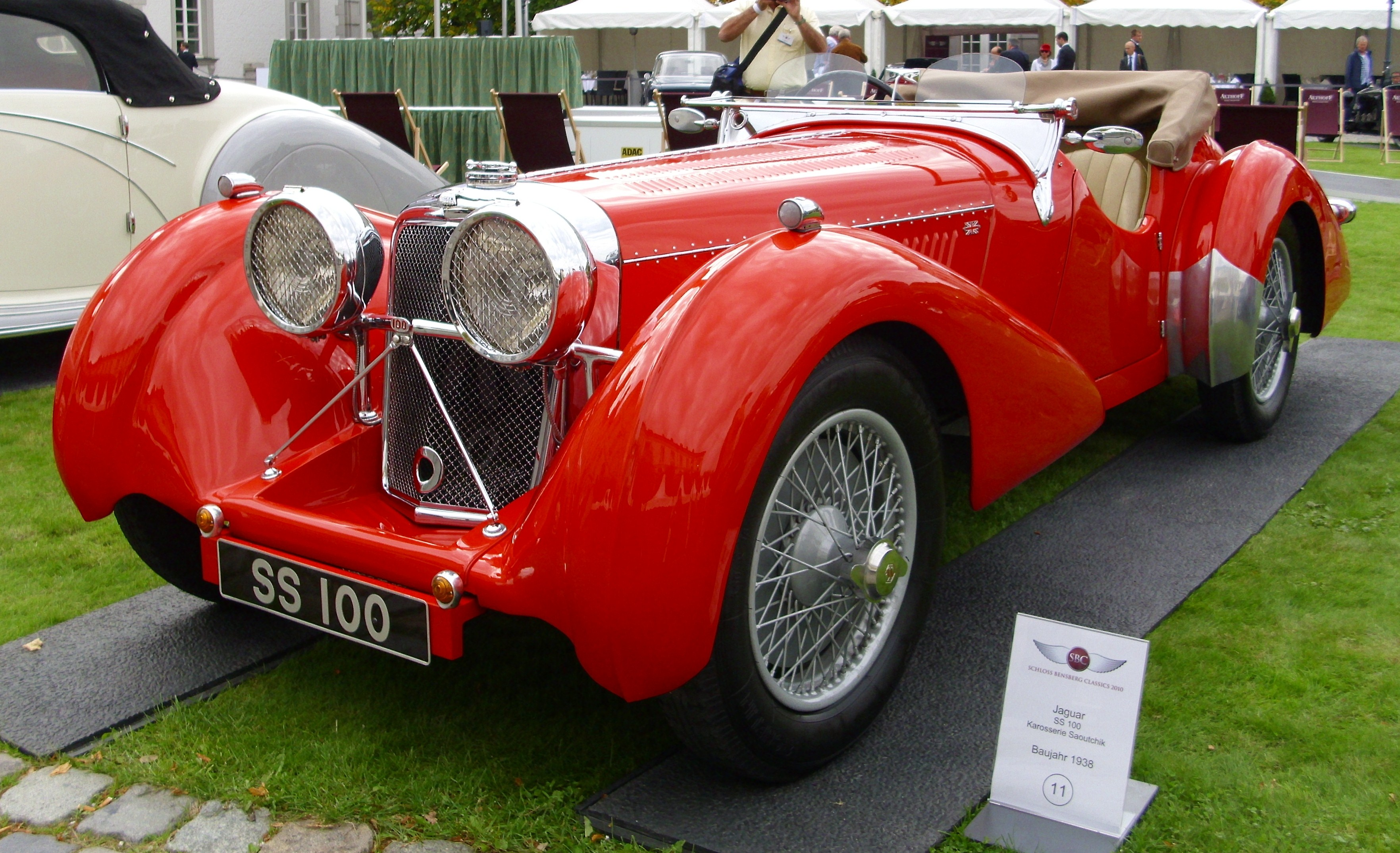
Jaguar SS100 1938.
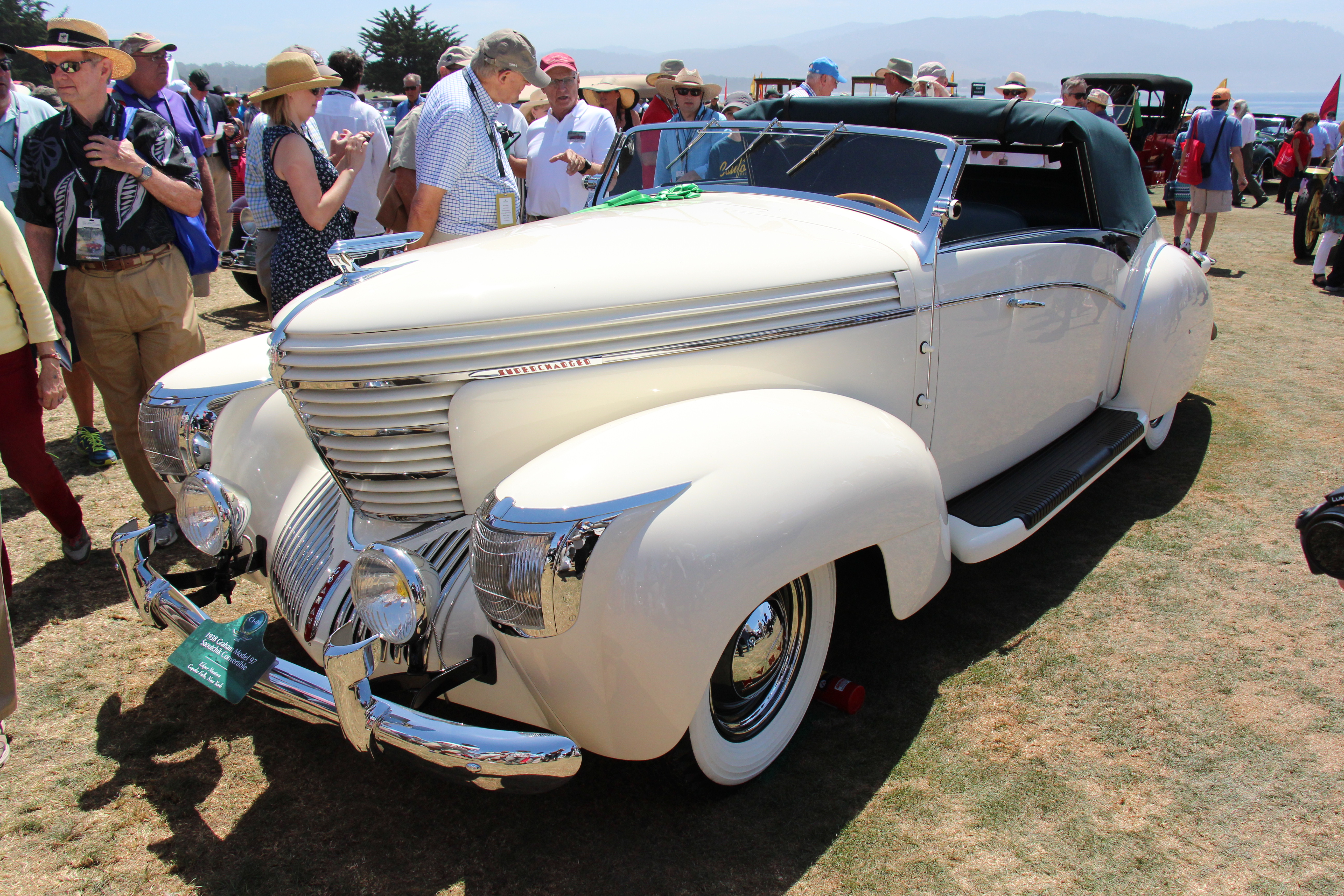
Graham-Paige Modèle 97 1938.

Réalisations de 1940 à 1949.
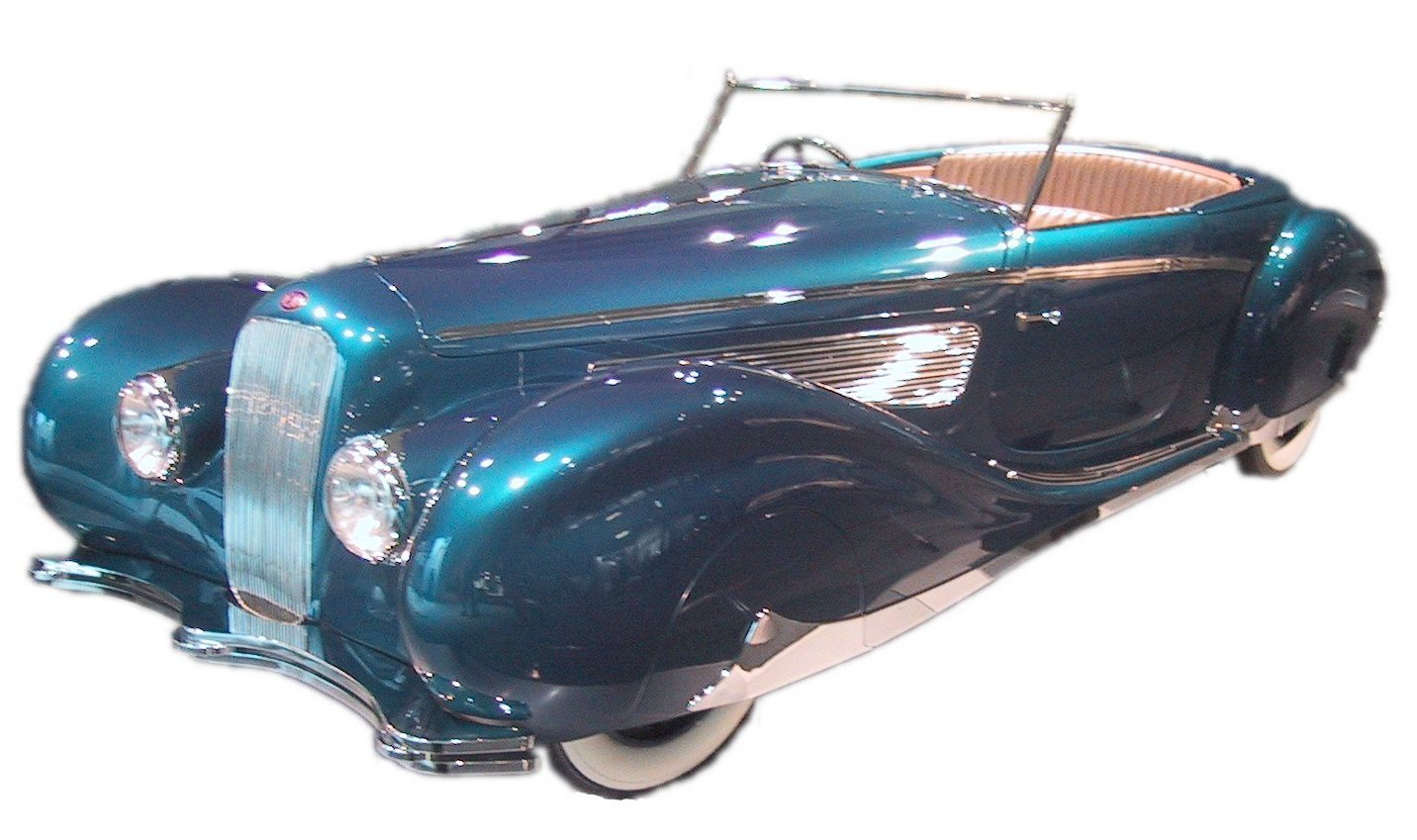
Delage D8-120 1939.
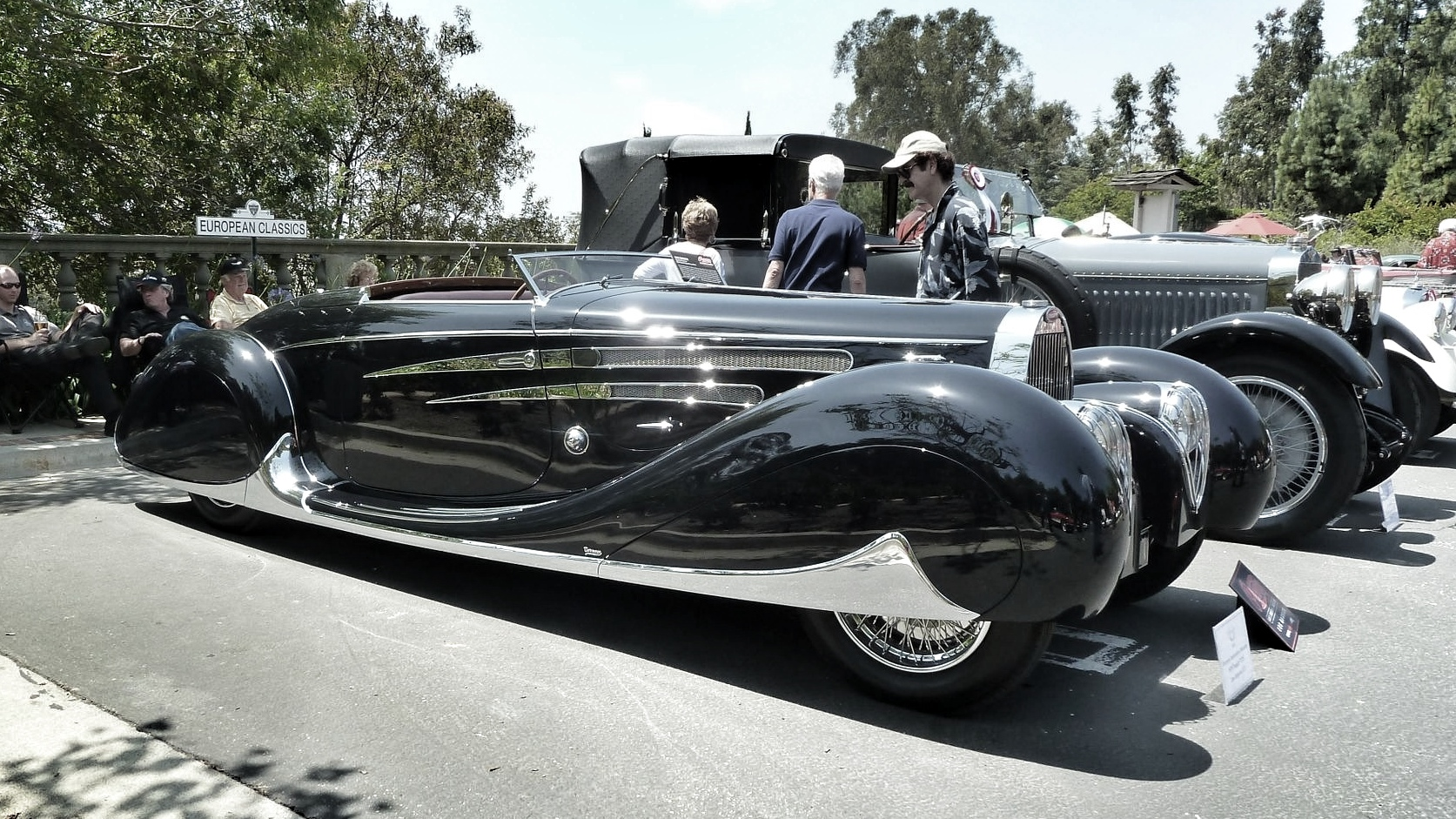
Bugatti Type 57 C Saoutchik & Van Vooren 1939.
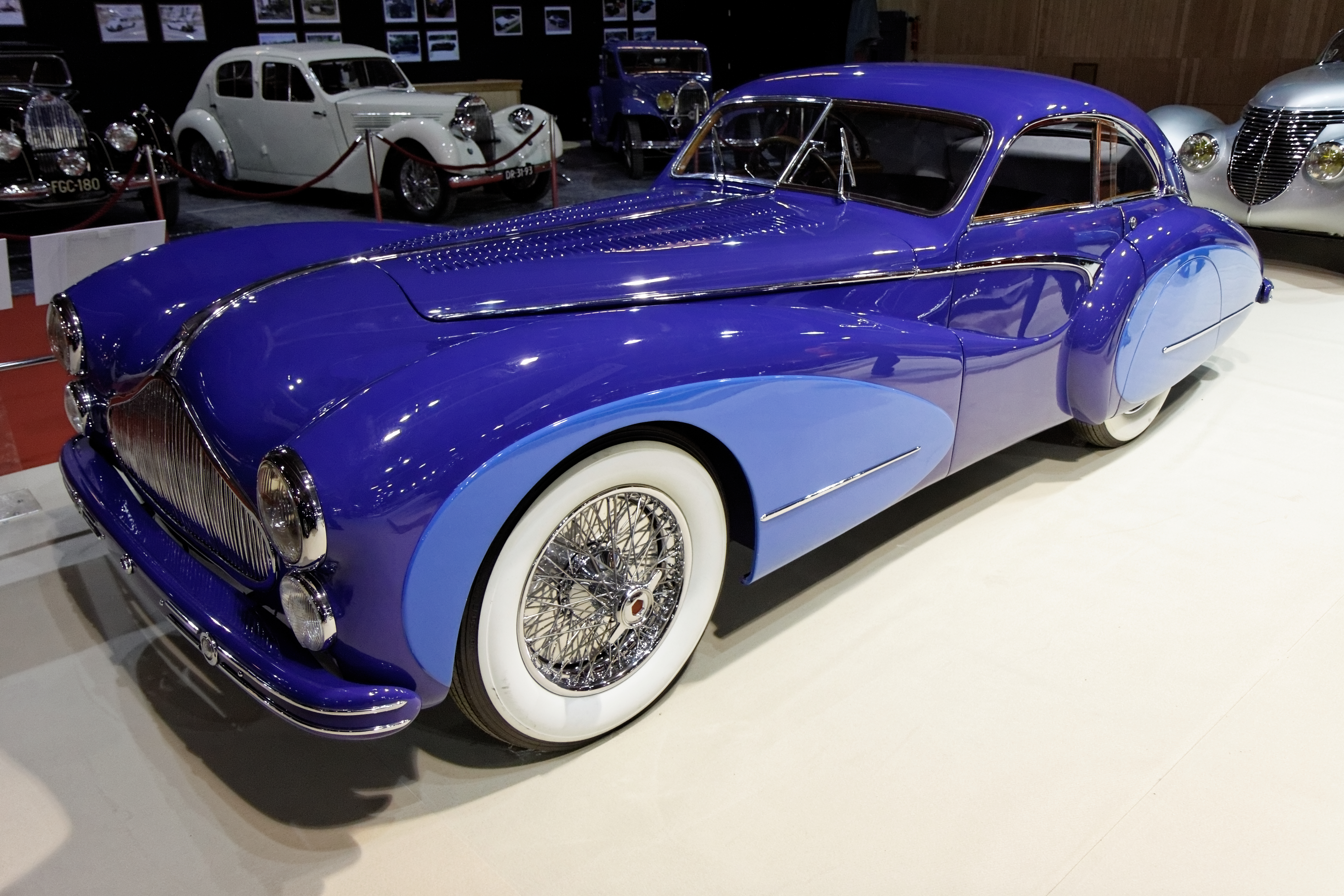
Talbot Lago Type 26 grand sport 1947.
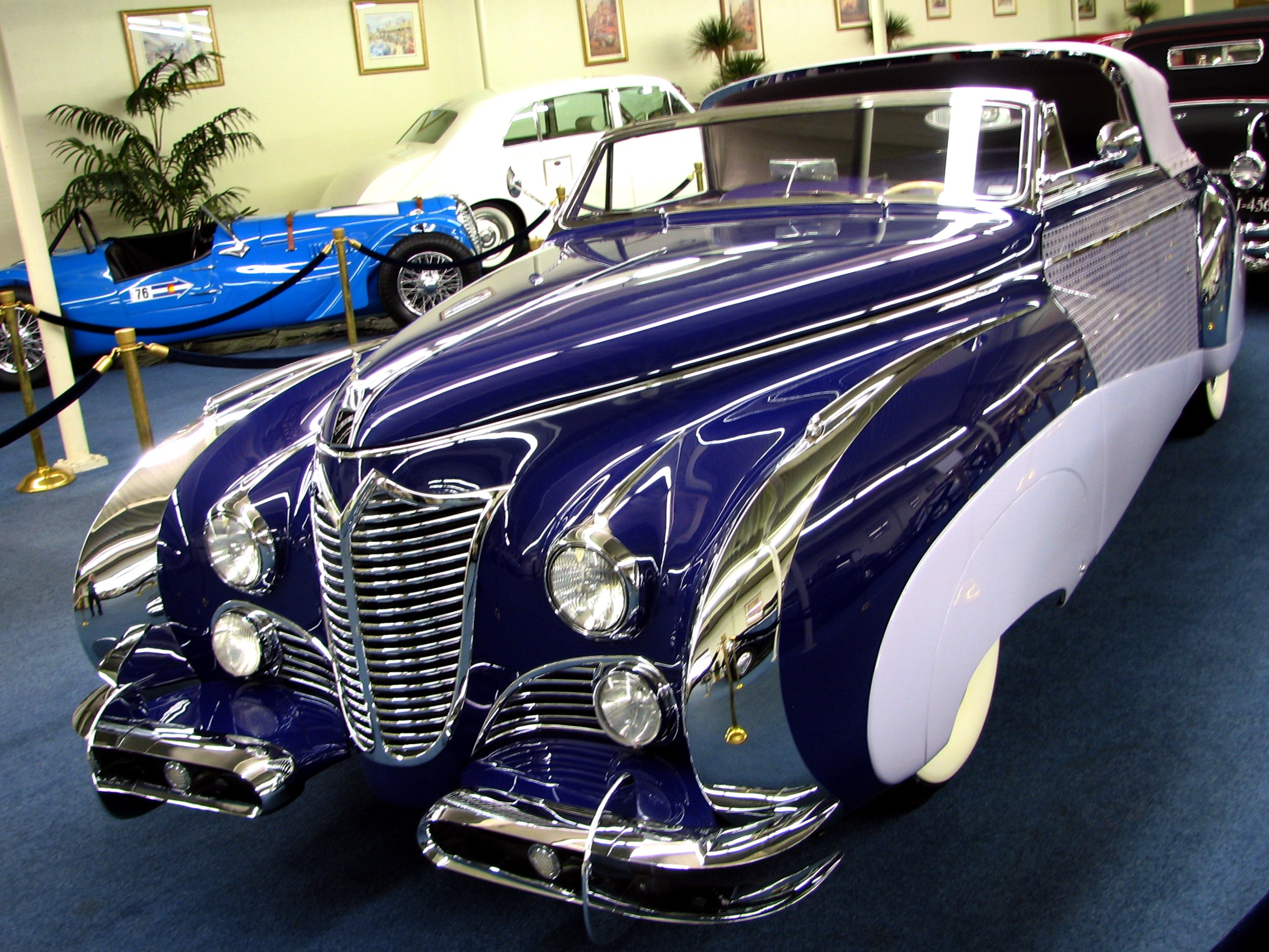
Cadillac Série 62 1948.
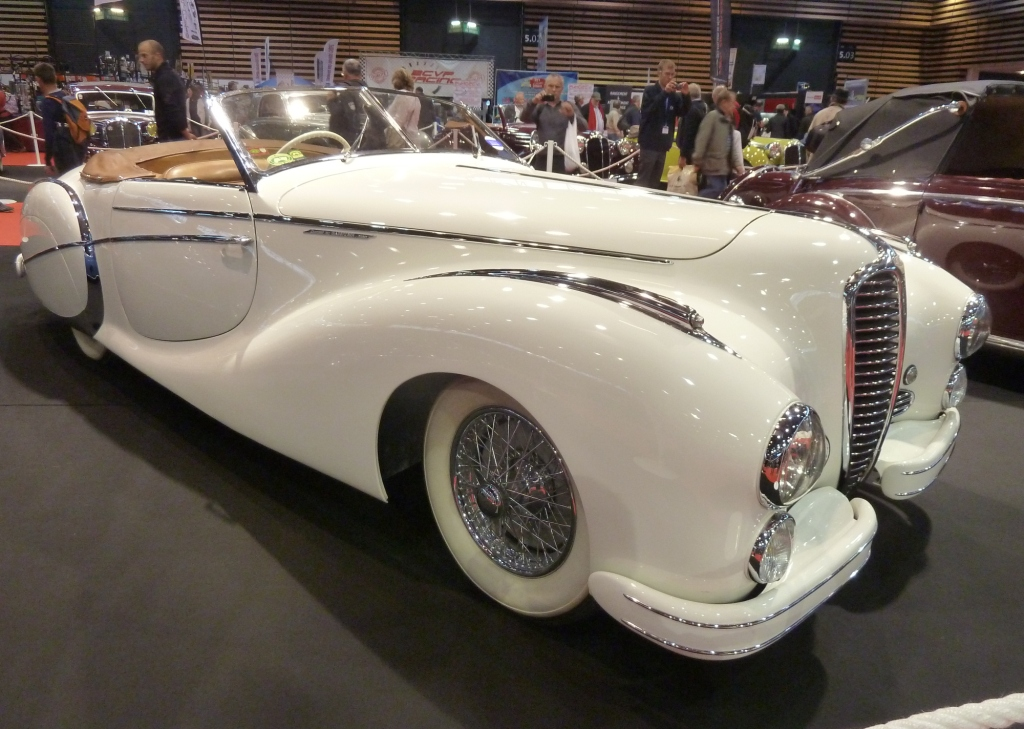
Delahaye Type 135 1949.
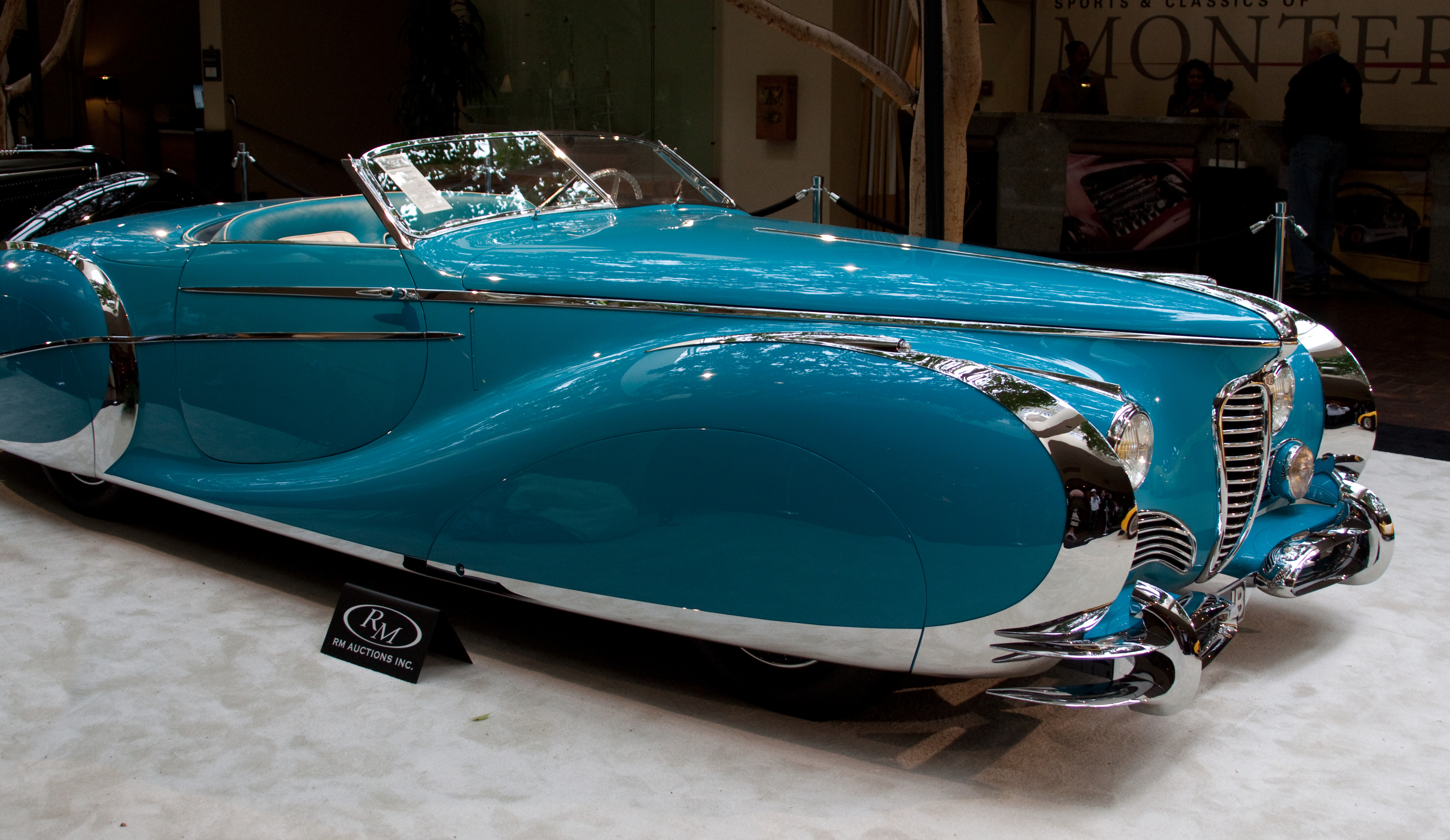
Delahaye Type 175 S 1949.

Réalisations de 1950 à 1954.
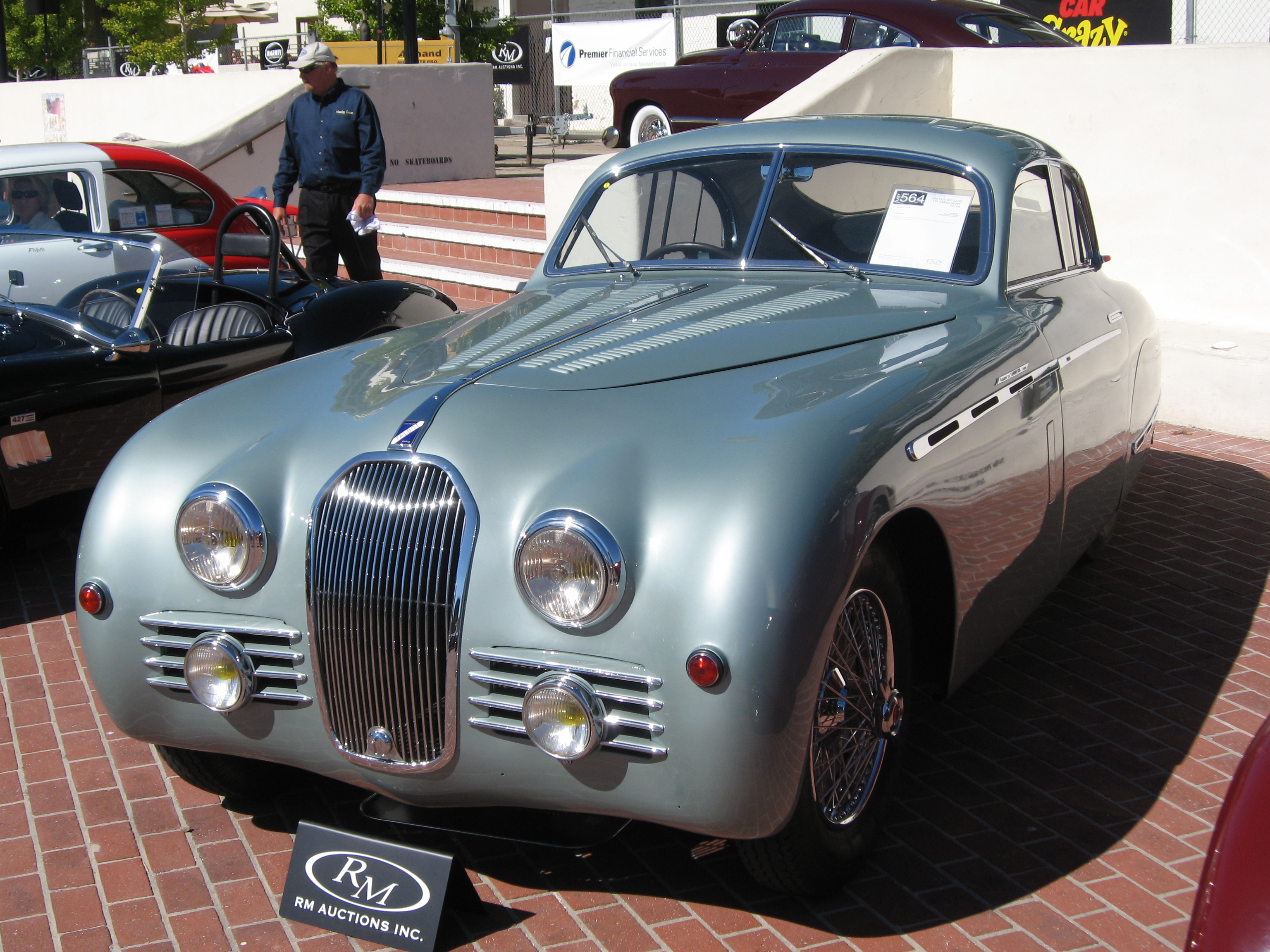
Talbot-Lago T26 Grand Sport Coupé 1950.
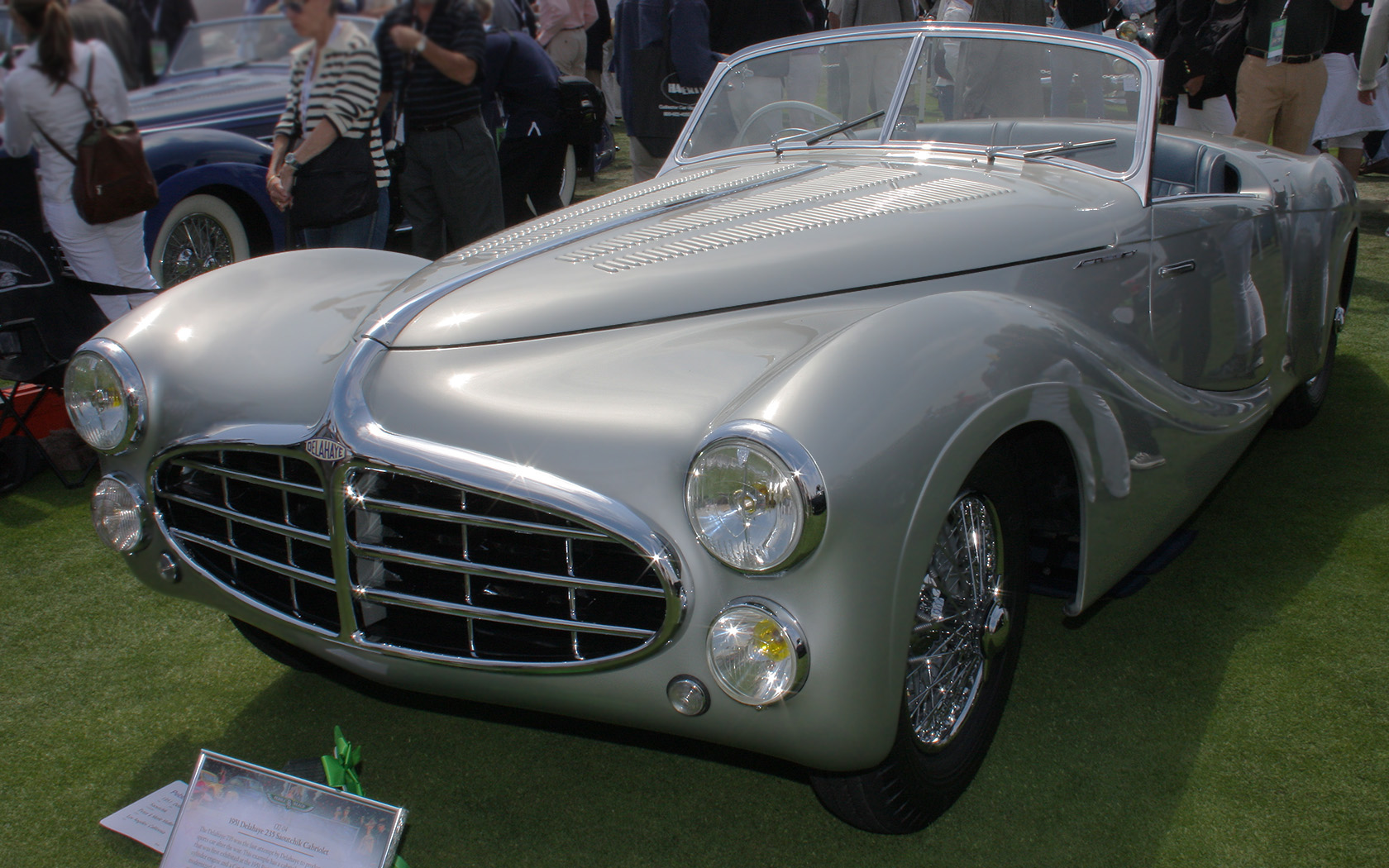
Delahaye Type 235 1951.
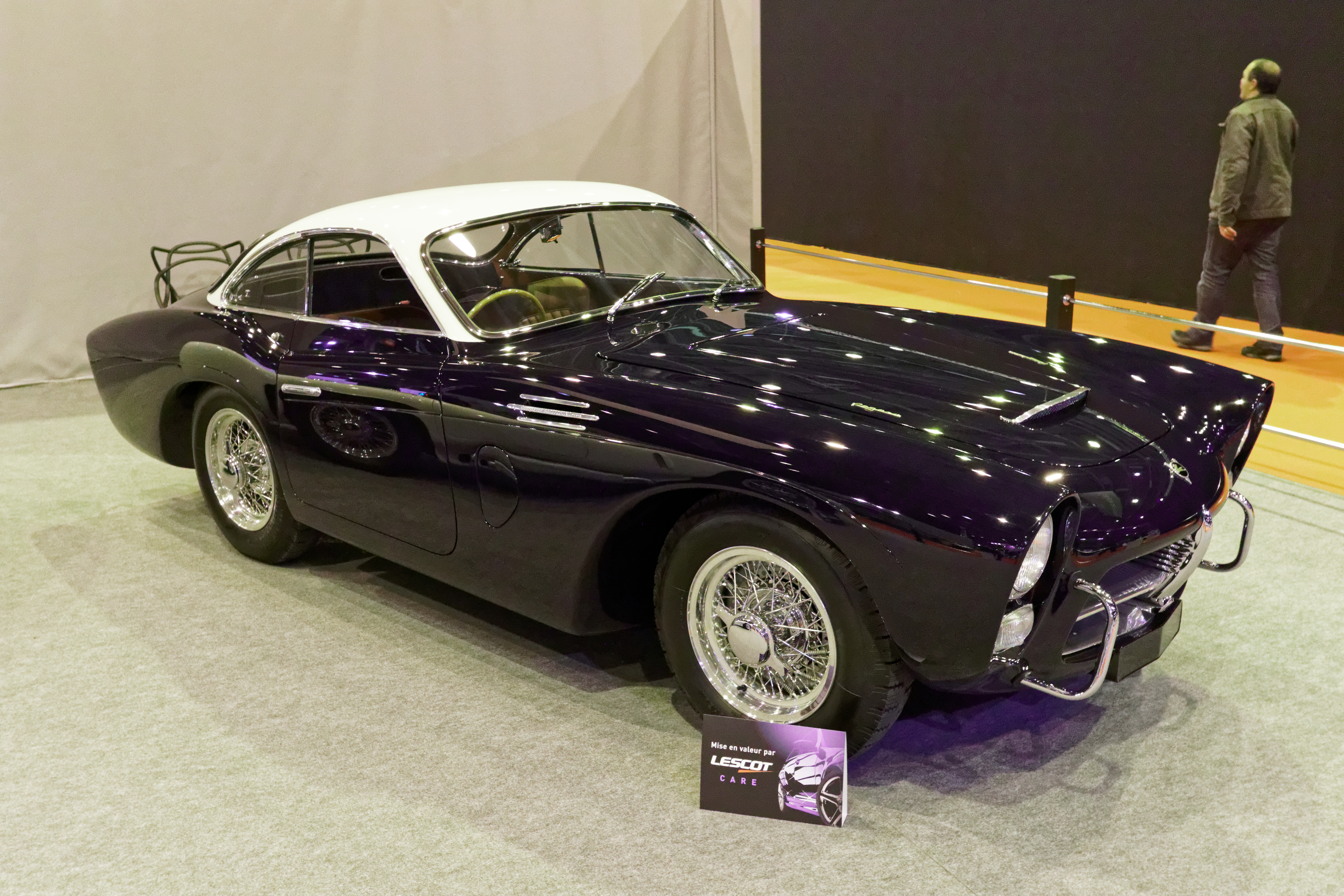
Pegaso z-102 coupé 1954.

## Source, notes et références
Source
- (en) Peter M. Larsen et Ben Erickson (Volume II: The Language of Design), Jacques Saoutchik : Maître Carrossier, Illinois, éditions Dalton Watson Fine Books, 2014, 1164 p., 21,9 × 30,4 cm (ISBN 978-1-85443-269-8 et 978-1-85443-270-4, lire en ligne [PDF]), p. 20-21 / 60. .

Notes
1. ↑  Le petit neveu de Jacques.
2. 1 2  Maître Carrossier, p. 652.
3. 1 2  Maître Carrossier, p. 650.
4. 1 2  Maître Carrossier, p. 666.
5. 1 2  Maître Carrossier, p. 664.
6. 1 2  Maître Carrossier, p. 662.
7. 1 2  Maître Carrossier, p. 676.
8. ↑  Maître Carrossier, p. 481.
9. ↑  Maître Carrossier, p. 489.
10. ↑  Maître Carrossier, p. 496.
11. ↑  Maître Carrossier, p. 530.
12. ↑  Maître Carrossier, p. 552.
13. ↑  Maître Carrossier, p. 553.
14. ↑  Maître Carrossier, p. 542, 547.
15. ↑  Maître Carrossier, p. 551.
16. ↑  Maître Carrossier, p. 558.
17. ↑  Maître Carrossier, p. 563, 567.
18. ↑  Maître Carrossier, p. 577.
19. ↑  Maître Carrossier, p. 580.
20. ↑  Maître Carrossier, p. 582.
21. ↑  Maître Carrossier, p. 585.
22. ↑  Maître Carrossier, p. 596.
23. ↑  Maître Carrossier, p. 603.
24. ↑  Maître Carrossier, p. 613.
25. ↑  Maître Carrossier, p. 601.
26. ↑  Maître Carrossier, p. 605.
27. ↑  Maître Carrossier, p. 611.
28. ↑  Maître Carrossier, p. 615.
29. ↑  Maître Carrossier, p. 621.
30. ↑  Maître Carrossier, p. 622.
31. ↑  Maître Carrossier, p. 624.
32. ↑  Maître Carrossier, p. 627.
33. ↑  Maître Carrossier, p. 618.
34. ↑  Maître Carrossier, p. 629.
35. ↑  Maître Carrossier, p. 640.
36. ↑  Maître Carrossier, p. 634.
37. ↑  Maître Carrossier, p. 644.
38. ↑  Maître Carrossier, p. 642.
39. ↑  Maître Carrossier, p. 638.
40. ↑  Maître Carrossier, p. 636.
41. ↑  Maître Carrossier, p. 631.
42. ↑  Maître Carrossier, p. 648.
43. ↑  Maître Carrossier, p. 646.
44. ↑  Maître Carrossier, p. 654.
45. ↑  Maître Carrossier, p. 657.
46. ↑  Maître Carrossier, p. 659.
47. ↑  Maître Carrossier, p. 668.
48. ↑  Maître Carrossier, p. 671.
49. ↑  Maître Carrossier, p. 673.
50. ↑  Maître Carrossier, p. 680.
51. ↑  Maître Carrossier, p. 682.
52. ↑  Maître Carrossier, p. 684.
53. ↑  Maître Carrossier, p. 686.

Références
1. 1 2  (en) Rosemarijn Atalante Veenenbos, « Ambitious art déco artist Jacques Saoutchik », sur crankhandleblog.com, 30 août 2015 (consulté le 17 novembre 2020).
2. ↑  Jean Fondin (préf. François Nourissier), Hauts-de-Seine : berceau de l'automobile, Copenhague, E.T.A.I. / La Colline de l'automobile, 1992, 257 p., 32 cm (ISBN 2-7268-8116-5 et 9782726881163, OCLC 758914514, SUDOC 149440537, présentation en ligne).
3. 1 2  « Citroën et Robert Clabot 1947… », sur aventure-citroen-min.forumactif.com, 2 novembre 2012 (consulté le 17 novembre 2020).
4. ↑  « Élégance & Automobile à Monte-Carlo 2019 », sur blogautomobile.fr, 6 juillet 2019 (consulté le 24 novembre 2020).
5. ↑  (en) Robin Batchelor, « From Rolls Royce to Maybach - from Balloons to Zeppelins », sur prewarcar.com, 16 septembre 2015 (consulté le 24 novembre 2020).
6. ↑  Jean-Noël Rossignol, « Mercedes 28/95 de 1914 à Rétromobile », sur patrimoineautomobile.com, 25 février 2016 (consulté le 24 novembre 2020).
7. 1 2  (en) Mike Hanlon, « The top 100 most expensive cars of all time : no 56 - 1928 Mercedes-Benz 680S Torpedo Roadster », sur newatlas.com, 14 novembre 2014 (consulté le 12 novembre 2020).
8. 1 2  (en) TommyK, « Saoutchik Hotchkiss », sur coachbuild.com, 10 octobre 2014 (consulté le 22 novembre 2020).
9. 1 2  Maître Carrossier : Delage GL (1929-1930), p. 528.
10. 1 2  Sylvain Richard, « Rétromobile 2017 : Réplique de la Bugatti Type 57 Cabriolet de 1939 du Shah d’Iran », sur 4legend.com, 15 février 2017 (consulté le 24 novembre 2020).
11. 1 2 3  Artcurial (Talbot Lago T26 Record Cabriolet par Saoutchik - 1948), Rétromobile 2015, collection Roger Baillon : pour la vente du 6 février 2015, Paris, Artcurial Motorcars, 7 janvier 2015, 250 p., 45 × 29 cm (présentation en ligne, lire en ligne [PDF]), p. 54 et 64.
12. ↑  (en) Pete Vack, « Saoutchik History in Photos », sur velocetoday.com, 16 décembre 2014 (consulté le 17 novembre 2020).
13. ↑  Portières à ouverture parallèle Saoutchik sur www.velocetoday.com
14. ↑  Jean-Paul Tissot, Delahaye. La belle carrosserie française, E.T.A.I., 2006.  (ISBN 2-7268-8697-3)
15. ↑  www.luxe-magazine.com/fr/article/1260-une_voiture_historique_la_talbot_lago_1950_est_de_retour.html
16. ↑  William Stobbs, les grandes routières, E.P.A., 1990.  (ISBN 2-85120-360-6)
17. ↑  Maître Carrossier : Talbot-Lago Record (1950), p. 632.
18. ↑  (en) « Saoutchik », sur coachbuild.com (consulté le 24 novembre 2020).
19. ↑  Maître Carrossier : Sommaire du Tome II, p. 20 et 21.
20. ↑  Maître Carrossier : 1908 brochure, p. 462.
21. 1 2  Maître Carrossier : 1923, Delage et Hispano-Suiza, p. 485.
22. ↑  « Talbot DC Cabriolet (1925) », sur Artcurial, 7 février 2020 (consulté le 23 novembre 2020).
23. ↑  Maître Carrossier : Packard Cabriolet Sport, Capote Invisible, p. 511.
24. ↑  (en) Zach Bowman, « Monterey : 1928 Mercedes-Benz 680S Saoutchik Torpedo takes 2012 Pebble Beach Best of Show », sur Autoblog.com (it), 19 août 2012 (consulté le 21 novembre 2020).
25. ↑  Jean-Noël Rossignol, « Merdedes 680 S de 1928 », sur patrimoineautomobile.com, 16 mars 2016 (consulté le 24 novembre 2020).
26. ↑  Jean-Noël Rossignol, « Talbot 11/6 (M67) de 1929 », sur patrimoineautomobile.com, 22 novembre 2015 (consulté le 23 novembre 2020).
27. ↑  « Talbot DC Cabriolet (1931) », sur Artcurial, 8 février 2013 (consulté le 23 novembre 2020).
28. 1 2  Jean-Noël Rossignol, « Vente Artcurial de Rétromobile (2016) », sur patrimoineautomobile.com, 19 janvier 2016 (consulté le 24 novembre 2020).
29. ↑  Maître Carrossier : Rolls-Royce Phantom II (1933), p. 555 et 556.
30. ↑  Maître Carrossier : Hispano-Suiza J12 (1935), p. 569 à 574.
31. ↑  Maître Carrossier : Hispano-Suiza Xenia II (1938), p. 590.
32. ↑  Jean-Noël Rossignol, « Delage V12 (1936) par Labourdette avec pare-brise Vutotal », sur patrimoineautomobile.com, 30 novembre 2015 (consulté le 24 novembre 2020).
33. ↑  Jean-Noël Rossignol, « Restauration Talbot-Lago T26 Fastback Coupé », sur patrimoineautomobile.com, 24 février 2016 (consulté le 24 novembre 2020).
34. ↑  Jean-Noël Rossignol, « Delahaye à Epoqu’auto 2016 (2/2) : Le cabriolet 135 au salon de Paris de 1949 », sur patrimoineautomobile.com, 29 janvier 2017 (consulté le 24 novembre 2020).
35. ↑  « Talbot Lago T26 Grand Sport SWB (1949) », sur Artcurial, 6 février 2015 (consulté le 23 novembre 2020).
36. ↑  Artcurial, Rétromobile 2017 : pour la vente du 10 février, Paris, Artcurial Motorcars, 9 janvier 2017, 398 p., 22 × 28 cm (lire en ligne [PDF]), p. 119.
37. ↑  « Salmson G72 Coupé (1951) », sur Artcurial, 5 février 2016 (consulté le 23 novembre 2020).